# Denise Bastide
Pour les articles homonymes, voir Bastide.
Denise Bastide, née Eva Marie Denise Simon le 23 décembre 1916 à Aurillac et morte le 1er mars 1952 à Paris, est une femme politique française. Membre du Parti communiste français, elle est députée de la Loire de 1945 à 1952.

## Biographie

### Famille
Denise Simon est issue d'une famille de syndicalistes militants, elle est la fille de Juliette Duvauchel (1890-1964), couturière et d'Étienne Simon (1886-1960), employé de commerce et un des responsables d'une coopérative appelée L’Union des travailleurs.

### Formation
Denise Simon commence des études pour être infirmière puis les interrompt pour entrer comme militante active au PCF en 1936, pour lequel elle effectue des tournées de conférences.

### Seconde Guerre mondiale
Pendant la Seconde Guerre mondiale, Denise Bastide participe à partir de 1941 au Secours populaire français et au Front national de lutte pour l'indépendance dans le département de la Loire. Elle évite l'emprisonnement  par la police de Vichy le 18 juin 1942. 
En 1943, elle fait partie des Francs-tireurs et partisans de l'Allier. Arrêtée le 13 avril 1943 à Montluçon par la police, elle subit la torture et reste emprisonnée jusqu’au 26 novembre 1943. Elle est transférée ensuite à Saint-Étienne jusqu’au 12 février 1944, puis à Lyon jusqu’en avril 1944. Elle est condamnée à six ans de réclusion le 29 mars 1944 par le tribunal de Lyon. Envoyée à la prison de Châlons-sur-Marne, elle passe sous la responsabilité des SS, qui la transfèrent au fort de Romainville, avant d'être déportée à Ravensbrück puis à Zwodau, d'où les Alliés la libèrent,. Ces épreuves de la déportation altèrent profondément sa santé.

### Engagement politique
Denise Bastide est désignée comme candidate en seconde place sur la liste du PCF aux élections pour la première Assemblée constituante et est élue députée de la Loire le 21 octobre 1945 aux côtés de Marius Patinaud et Albert Masson. Elle fait partie des 33 premières femmes françaises à obtenir ce mandat, sa liste rassemblant 88 900 voix sur 298 134 suffrages exprimés. Denise Bastide est nommée membre de la commission de la famille, de la population et de la santé publique, et dépose notamment une proposition de loi relative à l'amélioration du contrôle médical dans les écoles.
Figurant toujours en seconde place sur la liste communiste dans la Loire, elle est réélue députée à la seconde Assemblée constituante le 2 juin 1946, la liste rassemblant 85 292 voix sur 307 075 suffrages exprimés. Elle est à nouveau nommée membre de la commission de la famille, de la population et de la santé publique.
En seconde position sur la Liste communiste et d'union républicaine et résistante, Denise Bastide est à nouveau réélue députée de la Loire à la Ire législature de la IVe République, le 10 novembre 1946 (85 143 voix sur 287 320 suffrages exprimés). Députée très active, elle est membre de plusieurs commissions parlementaires : famille, population et santé publique (de 1946 à 1949), travail et sécurité sociale (dont elle est élue secrétaire), enfin, justice et législation (de 1948 à 1951). Élue secrétaire de l'Assemblée nationale le 3 décembre 1946, elle est à nouveau réélue à ce dernier poste, le 11 janvier 1949 après avoir donné sa démission le 14 janvier 1948.
Elle est à l'origine de nombreuses propositions de loi, dont l'une vise à modifier l'assiette du calcul des allocations familiales (9 octobre 1948).
À l'Assemblée, elle évoque plusieurs fois les grèves de 1947 à Saint-Étienne. Menacée de censure en novembre 1947, « pour tapage en séance publique », elle y échappe en rappelant son serment fait à Ravensbrück,. Le 3 décembre, elle vote contre la loi sur la protection de la liberté du travail. Elle intervient fréquemment dans les discussions parlementaires, concernant notamment la protection sociale, le statut de la famille, la situation à Saint-Étienne et dans la Loire. Le 10 décembre 1948, elle dépose une demande d'interpellation sur le régime d'exception imposé dans le département de la Loire, et l'interdiction de tenue de réunions, puis, le 11 février 1949, à propos du chômage qui sévit à la Manufacture d'armes et de cycles de Saint-Étienne.
En seconde position sur la Liste d'Union républicaine, résistante et antifasciste, elle est à nouveau réélue députée de la Loire à la IIe législature de la IVe République, le 17 juin 1951, avec 81 517 voix sur 292 398 suffrages exprimés, derrière Marius Patinaud et Albert Masson. Elle fait partie de la commission de la justice et de la législation.
Denise Bastide se suicide le 1er mars 1952 chez elle au 13 rue Guy-de-La-Brosse à Paris. La Bourse du travail de Saint-Étienne tient lieu de chapelle ardente. Ses obsèques ont lieu le 8 mars 1952 à Saint-Étienne et 50 000 personnes sont présentes. Elle est inhumée au cimetière du Crêt-de-Roc.

### Autres engagements
Denise Bastide écrit pour le journal du Secours populaire La Défense, afin de défendre les mineurs des grèves de 1947, Henri Martin ou Níkos Beloyánnis. De 1945 à 1950 elle est membre de l’Union des femmes françaises et représente la Fédération démocratique internationale des femmes (FDIF) en Grèce en 1949,.

### Vie privée
Elle se marie le 11 avril 1936 à Saint-Étienne avec Joseph Bastide (1910-2000), ébéniste ; le couple a trois enfants. Ils divorcent en 1946.
De 1946 à 1948, elle partage la vie de Georges Gosnat, député communiste, avec qui elle a deux enfants, André Gosnat et Pierre Gosnat, qui deviendra homme politique, député de 2007 à 2012 et maire d'Ivry-sur-Seine de 1998 à 2015.

## Mandats

### Mandats parlementaires
- 21 octobre 1945 -10 juin 1946 : Députée de la Loire
- 2 juin - 27 novembre 1946 : Députée de la Loire (réélue)
- 10 novembre 1946 - 4 juillet 1951 : Députée de la Loire (réélue)
- 17 juin 1951 - 1er décembre 1955 : Députée de la Loire (réélue)

## Publication
- Michèle Domenech, Une femme, une mère, une grande Française, Paris, 1951, Secours populaire français, 32 p. lire en ligne sur Gallica.

## Hommage
- Rue Denise-Bastide à Saint-Étienne (depuis 1978)[3].